# Belle ma povere
Belle ma povere è un film commedia italiano del 1957 diretto da Dino Risi. È il seguito di Poveri ma belli dello stesso anno e, sempre con gli stessi interpreti, la trilogia sarà completata due anni dopo da Poveri milionari.

## Trama

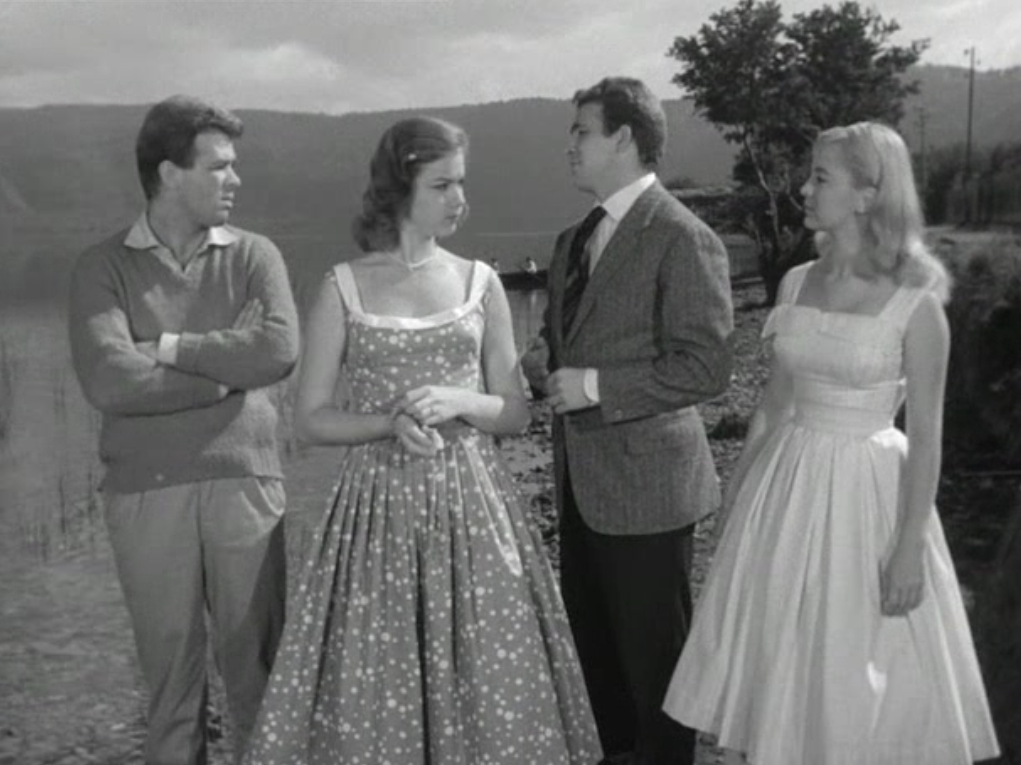
Da sinistra, Salvatori, De Luca, Arena e Panaro in una scena del film

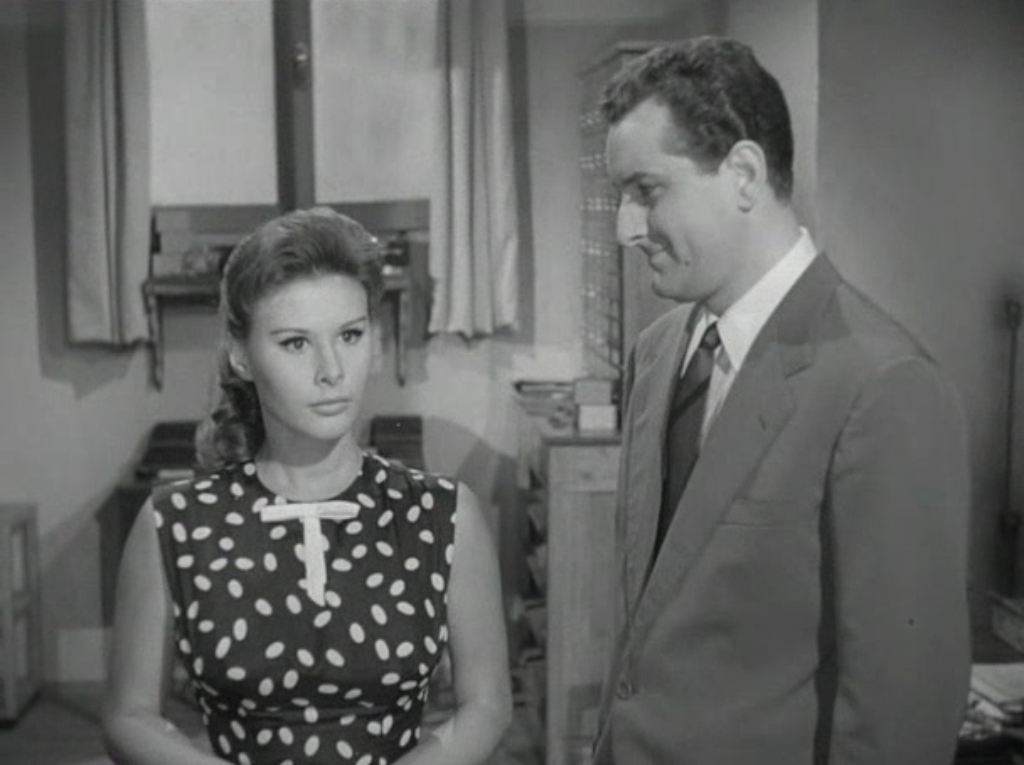
Allasio e Garrone in una scena del film

Romolo e Salvatore sono due ragazzi romani, fidanzati rispettivamente con Annamaria e Marisa, la prima sorella di Salvatore e la seconda di Romolo. Le due ragazze vorrebbero convolare presto a nozze ma i due fidanzati non hanno né un lavoro fisso né intenzione di mettere la testa a posto: svogliatamente decidono allora di seguire un corso di radiotecnica in una scuola serale dove però Romolo si impegna mentre Salvatore abbandona rapidamente gli studi.
I due sono grandi amici ma litigano quando ritorna Giovanna, vecchia fiamma di entrambi. Quest'ultima dopo aver lasciato il suo amato Ugo lavora nella gioielleria del fidanzato Franco. Romolo pensa che Salvatore non sia adatto a sposare sua sorella, e Salvatore pensa lo stesso di Romolo e di sua sorella e finché entrambi saranno sfaccendati il matrimonio per entrambi non ci sarà.
Ma a soffrire ancora di più sono Annamaria e Marisa. Marisa, capito che Salvatore non avrà mai un lavoro fisso, decide di andare a lavorare come commessa in una calzoleria dove incontra un affascinante giovanotto che le fa la corte. Salvatore temendo di perdere Marisa, decide di diventare ladro.
Intanto Romolo, per aprire il suo negozio di radiotecnica, si fa prestare i soldi dal fidanzato di Giovanna che, per far ingelosire il proprio compagno e indurlo alle nozze, finge nuovamente interesse per Romolo, suscitando però la gelosia di Annamaria.
Proprio quando Romolo decide di restituire il denaro avuto in prestito a Giovanna, Salvatore con l'aiuto di un complice decide di scassinare la gioielleria di Franco e rubare ogni cosa. Viene fermato però da Marisa, la quale spiega a Salvatore che fra lei e il giovanotto non c'è nulla. Anche fra Romolo e Annamaria ogni cosa viene chiarita. Romolo e Salvatore capiscono che quello che conta è la ricchezza interiore.
Vengono quindi celebrati i matrimoni di Romolo con Annamaria e di Salvatore con Marisa, nello stesso giorno, nella stessa chiesa, quella di Piazza Navona, con gli stessi abiti. E anche Giovanna convola finalmente a nozze con Franco.